# Chi Draconis
Désignations
Chi Draconis (χ Dra / χ Draconis) est une étoile binaire située à 26,3 années-lumière de la Terre dans la constellation du Dragon. Ce système est un voisin du système solaire. Sa magnitude apparente combinée est de 3,57.

## Propriétés
La première étoile est une naine jaune-blanche de type spectral F7 V. Elle a une taille supérieure de 20 % et une luminosité supérieure de 86 % celle du Soleil. La deuxième étoile est une naine orange de type spectral K0 V. Elle a une taille de 75 % et une luminosité de 29 % celle du Soleil. L'ensemble forme une binaire spectroscopique, identifiée comme telle en 1898.
Les deux étoiles ont une orbite excentrique et sont éloignées d'une distance comprise entre 0,6 et 1,4 ua. Chi Draconis B fait sa révolution en 280,53 jours. La distance moyenne entre les deux étoiles, de l'ordre d'une ua exclut la possibilité d'une orbite stable pour une planète dans la zone d'existence de l'eau liquide.
L'abondance des éléments lourds dans les deux étoiles est à peu près la moitié de celle dans le Soleil, elles sont environ deux fois plus âgées que ce dernier.